# داوولگا (امیرداغ)
داوولگا (به ترکی استانبولی: Davulga) یک منطقهٔ مسکونی در ترکیه است که در امیرداغ واقع شده‌است.